# Düne
Düne (nordfrisiska: de Hallem, danska: Dynen) är en obebodd ö en kilometer öster om Helgoland i Tyska bukten. Den har en yta på 70 hektar och är en populär badö.
Düne var en del av Helgoland till år 1721 då en stormflod förstörde den sandrevel som förband dess båda delar.
På ön finns en fyr, Helgoland-Dünes flygplats och två matställen. På öns södra del finns en badstrand och mot öst finns en stenig strand med fossil av belemniter och 
ammoniter. Den norra stranden är rastplats för gråsäl och knubbsäl. Hundar är inte tillåtna på Düne.
Ön nås med mindre båtar från Helgoland.